# Cistugo
Cistugo là một chi động vật có vú trong họ Dơi muỗi, bộ Dơi. Chi này được Thomas miêu tả năm 1912. Loài điển hình của chi này là Myotis seabrai Thomas, 1912.

## Các loài
Chi này gồm các loài: